# الیسات میستاکیدو
الیسات میستاکیدو (یونانی: Ελλη Μυστακίδου؛ زادهٔ ۱۴ اوت ۱۹۷۷) تکواندوکار اهل یونان است.